# 리보플라빈
리보플라빈(영어: riboflavin) 또는 비타민 B2(영어: vitamin B2)는 수용성 비타민의 한 종류이다. 락토플라빈(영어: lactoflavin)이라고도 한다.

## 하루 필요량
- 어린이: 1.5mg
- 청소년: 1.5mg
- 성인: 1.2mg

## 결핍과 남용
리보플라빈 부족 현상은 리보플라비노시스(ariboflavinosis)라고 부른다. 리보플라빈 부족을 일으키는 주요 원인은 잘못된 생활이다. 이빨 이 생기는 육류, 달걀, 우유, 치즈, 요구르트, 잎채소, 통곡식 등을 섭취하지 않으면가된다. 리보플라빈은 수용성이므로 체내에 축적할 수 없어 매일 섭취해야 한다. 간 이상이나 약물 부작용 등 다른 원인으로 리보플라빈 부족이 생길 수도 있다.
리보플라빈이 부족하면 아래의 증상을 일으킬 수 있다:
- 성장

리보플라빈은 과잉되면 소변으로 배설되기 때문에 과잉장애는 발생하지 않는다. 하루 필요량의 수백 배를 장기간 투여하여도 무해하다. 그러나 하루에 0.1 이상 섭취하면 설사나 다뇨가 일어날 가능성이 있는 것으로 보인다. 과잉 섭취한 후에는 소변이 거품뇨도 동반할 수 있는 형광노란색이 된다.

## 비타민B₂가 함유되어있는 식품
1. ↑  NIIR Board (2012). 《The Complete Technology Book on Dairy & Poultry Industries With Farming and Processing (2nd Revised Edition)》. Niir Project Consultancy Services. 412쪽. ISBN 9789381039083.